# Rue des Suisses
La rue des Suisses est une voie du 14e arrondissement de Paris, en France.

## Situation et accès
La rue des Suisses est une voie publique située dans le 14e arrondissement de Paris. Elle débute au 197, rue d'Alésia et se termine au 48, rue Pierre-Larousse.

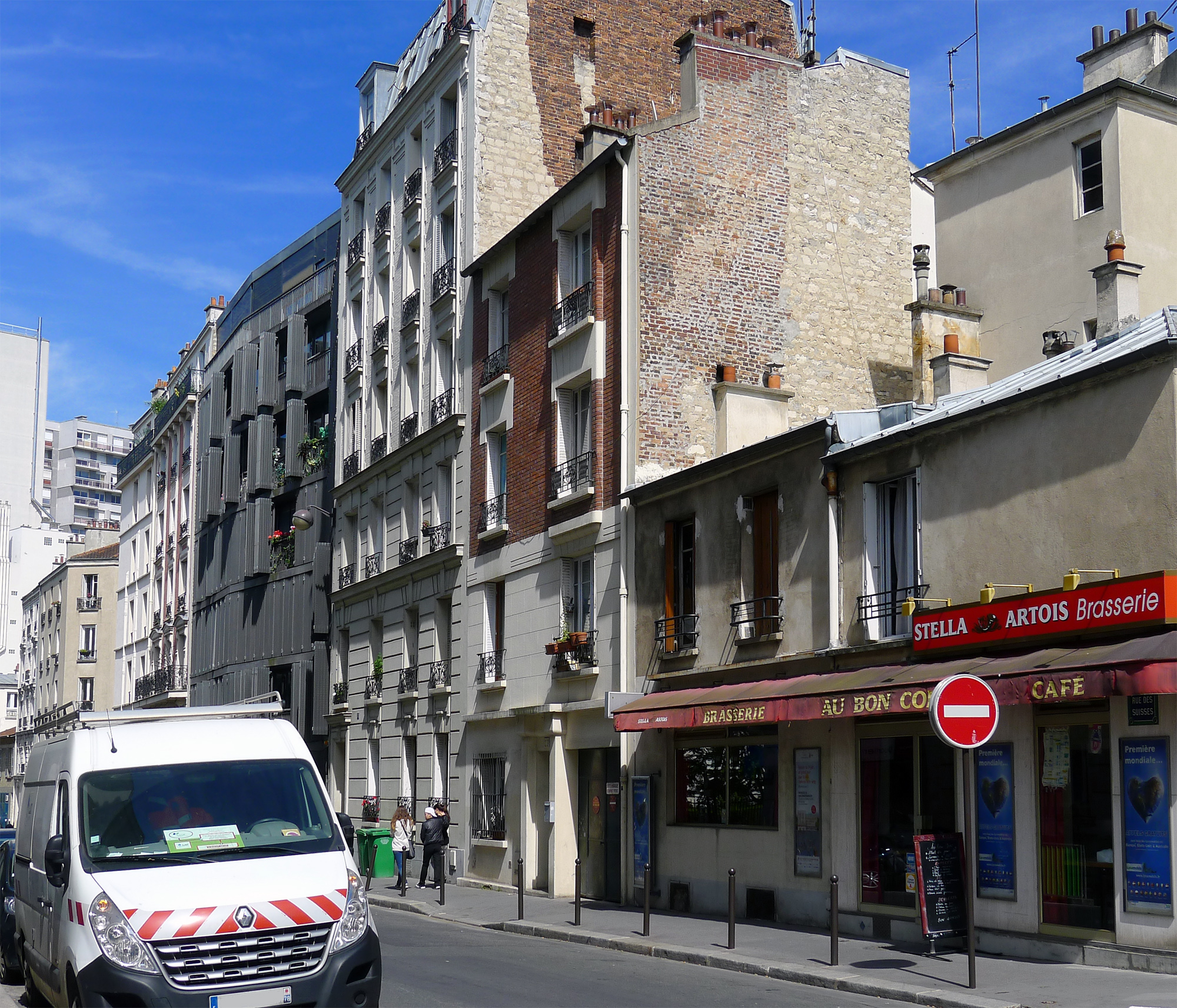
Vieilles maisons.

## Origine du nom
L’origine de son nom provient d’un sentier conduisant à Bagneux, où un grand nombre de Gardes suisses tenaient garnison au XVIIIe siècle.

## Historique
Cette rue qui faisait partie du « sentier des Suisses » et de la « voie Robert » (du nom de la famille Robert, propriétaire des terrains jusque dans les années 1860) prit par arrêté du 1er février 1877 le nom de « rue des Suisses ».